# سينثيا ماكيني
سينثيا آن ماكيني (بالإنجليزية: Cynthia McKinney)‏ (وُلدت في 17 مارس 1955) هي سياسية، وناشطة أمريكية، وأستاذة مساعدة في جامعة نورث ساوث، بنغلادش. عملت لمدة ستة فصول في مجلس النواب بالولايات المتحدة بصفتها عضوًا في الحزب الديمقراطي. وهي أول امرأة سوداء تُنتخب لتمثيل جورجيا في مجلس النواب. غادرت الحزب الديمقراطي وترشحت في عام 2008 لرئاسة حزب الخضر في الولايات المتحدة.
في انتخابات عام 1992، انتُخبت ماكيني في المقاطعة الحادية عشرة التي أُعيد إنشاؤها من جديد في جورجيا، وأُعيد انتخابها في عام 1994. عندما أُعيد رسم منطقتها وترقيمها بسبب قرار المحكمة العليا للولايات المتحدة الصادر في قضية ميلر مقابل جونسون، انتُخبت ماكيني من المقاطعة الرابعة الجديدة في انتخابات عام 1996. أُعيد انتخابها مرتين دون معارضة ملموسة. هُزمت ماكيني من قبل دينيس ماجيت في انتخابات عام 2002 التمهيدية الديمقراطية. نُسبت هزيمتها إلى تصويت بعض الجمهوريين المتعدّين في الانتخابات التمهيدية المفتوحة في جورجيا، التي تسمح لأي شخص من أي حزب بالتصويت في أي حزب أولي و«تكافئ عادة المرشحين المعتدلين وتعاقب من هم خارج التيار الرئيسي».
بعد خسارتها في عام 2002، سافرت ماكيني وألقت خطابات، وشغلت منصب مفوّضة في 9/11 مراقبة المواطنين. في 26 أكتوبر عام 2004، كانت من بين 100 أمريكي و40 من أفراد العائلات الذين قُتلوا في 9/11 ووقّعوا بيان حركة الحقيقة لهجمات 9/11، داعين إلى إجراء تحقيقات جديدة في الجوانب غير المفسرة لأحداث 9/11. أُعيد انتخاب ماكيني لمجلس النواب في نوفمبر عام 2004، بعد خليفتها لمجلس الشيوخ. في الكونغرس، دعت إلى كشف السجلات المتعلقة بدور مكتب التحقيقات الفيدرالي في اغتيال مارتن لوثر كينغ جونيور ومقتل توباك شاكور. واصلت انتقاد إدارة بوش بشأن هجمات 9/11. دعمت التشريعات المناهضة للحرب وقدمت مواد المساءلة ضد الرئيس بوش، ونائب الرئيس ديك تشيني، ووزيرة الخارجية كوندوليزا رايس.
هُزمت من قبل هانك جونسون في الانتخابات التمهيدية للديمقراطيين لعام 2006. في 29 مارس عام 2006، في حادث شرطة الكابيتول هيل، ضربت ضابط شرطة الكابيتول هيل لإيقافها وطلبه هويتها. غادرت الحزب الديمقراطي في سبتمبر عام 2007. حاول أعضاء حزب الخضر في الولايات المتحدة ضم ماكينى إلى صفهم في عامي 2000 و2004. ترشحت أخيرًا لحزب الخضر في الانتخابات الرئاسية لعام 2008 وحصلت على 0.12% من الأصوات المدلى بها. 

## نشأتها وحياتها السياسية
وُلدت سينثيا ماكيني في أتلانتا، جورجيا، ابنةً ليولا ماكيني، ممرضة متقاعدة، وبيلي ماكيني، موظف إنفاذ القانون وممثل ولاية جورجيا السابق.
تعرفت ماكيني على حركة الحقوق المدنية من خلال والدها، الناشط الذي شارك بانتظام في المظاهرات في جميع أنحاء الجنوب. عندما عمل ضابط شرطة، تحدى السياسات التمييزية لإدارة شرطة أتلانتا، واحتج علنًا أمام المحطة، حاملًا ابنته ماكيني الصغيرة على كتفيه في أغلب الأوقات. انتُخب ممثلًا للدولة. تعزو ماكيني انتصار والدها في الانتخابات، بعد عدة محاولات فاشلة، إلى إقرار قانون حقوق التصويت، الذي ينص على الرقابة الفيدرالية وإنفاذ حق الاقتراع. حرمت الحواجز التشريعية للولاية معظم السود في الجنوب من التصويت منذ مطلع القرن العشرين.
حصلت ماكيني على بكالوريوس في العلاقات الدولية من جامعة جنوب كاليفورنيا، وماجستير في القانون والدبلوماسية من مدرسة فليتشر للقانون والدبلوماسية في جامعة تافتس. عملت معلّمة مدرسة ثانوية ولاحقًا أستاذة جامعية.
بدأت مسيرة حياتها السياسية في عام 1986 عندما قدم والدها، وهو ممثل في مجلس النواب في جورجيا، اسمها مرشحةً غير مكتوبة في بطاقات الاقتراع في مجلس ولاية جورجيا. حصلت على 40% تقريبًا من الأصوات الشعبية، رغم أنها عاشت بعد ذلك في جامايكا مع زوجها كوي غرانديسون (وابنهما كوي ماكيني المولود في عام 1985).
في عام 1988، ترشحت ماكيني لنفس المقعد وفازت، ما جعل آل ماكيني أول أب وابنته يعملان في نفس الوقت في مجلس ولاية جورجيا. في عام 1991، تحدثت بقوة ضد حرب الخليج. غادر العديد من المشرعين الغرفة احتجاجًا على تصريحاتها.
في عام 2007، انتقلت ماكيني من إقامتها الطويلة في ضاحية ستون ماونتن في أتلانتا إلى كاليفورنيا. في عام 2015، حصلت على درجة الدكتوراه من جامعة أنطاكية بأطروحة عن هوغو شافيز. 

## الأنشطة اللاحقة

### معارضة التدخل العسكري في ليبيا لعام 2011
في 21 مايو عام 2011، ظهرت ماكيني على شاشة التلفزيون الحكومي في ليبيا وصرحت بأن مشاركة الولايات المتحدة في التدخل العسكري في الحرب الأهلية الليبية لعام 2011 «لم تكن ما يمثله شعب الولايات المتحدة ولا ما يؤيده الأمريكيون من أصل أفريقي». على تلفزيون ميمري أيضًا، صرحت ماكيني: «في زيارة سابقة إلى ليبيا، تمكنت من التعرف على الكتاب الأخضر، وشكل الديمقراطية المباشرة الذي يدعو إليه الكتاب الأخضر». 

### انتخابات الكونغرس لعام 2012
أعلنت ماكيني في أبريل عام 2012 أنها ستترشح لمنطقة الكونغرس الرابعة ضد هانك جونسون على لائحة المرشحين لحزب الخضر. ومع ذلك، في أغسطس، فشلت في التأهل للانتخابات، ولكنها حصلت على 58 صوتًا مكتوبًا في الانتخابات العامة. 

## الجوائز والتكريمات
ظهرت ماكيني في فيلم وثائقي كامل الطول بعنوان أميريكان بلاكاوت. في 1 مايو عام 2004، خلال فترة توقفها عن العمل، مُنحت ماكيني ما يسمى جائزة باكبون السنوية الخامسة من قبل مجموعة مناصرة، «لأنها كانت على استعداد لتحدي إدارة بوش ودعت إلى إجراء تحقيق في 9-11 في الوقت الذي كان فيه عدد قليل من الأشخاص الآخرين يتجرؤون على عرض انتقاداتهم وأسئلتهم على الملأ».
في 14 يونيو عام 2000، أُعيدت تسمية جزء من ميموريال درايڤ، الطريق الرئيسي الذي يمر عبر منطقتها، ليصبح اسمه «سينثيا ماكيني باركواي»، لكن التسمية أصبحت قيد التدقيق منذ هزيمتها الأولية في عام 2006. 

## التعليم
تعلمت في جامعة جنوب كاليفورنيا، وجامعة كاليفورنيا، بركلي، وجامعة تافتس.